# Németh László Városi Könyvtár és Pósa Lajos Gyermekkönyvtár

## A városi közkönyvtár (1880–1952)

### A könyvtár megalapítása (1870–1880)
A reformkor legfontosabb eredménye, hogy Ábrai Károly, a literátus polgármester, a hódmezővásárhelyi városi tanács 1880. július 10-i ülésén javaslatot tett a közkönyvtár megalapítására, amit a közgyűlés megszavazott. Sajnos a polgármester megbuktatása után a könyvtár létesítése megakadt, érdemi lépés a század végéig nem történt.

### Könyv és közönsége a városi könyvtár első évtizedeiben (1880–1918)
A 20. század első éveiben a városi értelmiség (Gonda József, Tornyai János, Kiss Lajos, Endre Béla, Rudnay Gyula, Pásztor János) elérte, hogy ismét napirendre kerüljön a könyvtár ügye, hiszen megteremtődtek a könyvtár megnyitásának feltételei is, így végre – 1907. május 12-én – a városi közkönyvtár megnyílt a közönség számára a városházán lévő főispáni lakásban. Az olvasók díjtalanul használhatták az olvasóteremben a könyveket, továbbá elismervény ellenében kölcsönözhettek belőle vasárnap délutánonként 2-től 5-ig. Az első gyűjteményt háromszor költöztették át, évente csak 8-9 hónapig működött, és a kölcsönzési idő is csak 1912-ben emelkedett heti 10 órára. E rövid virágkor eredményeit még harminc év múlva, 1942-ben sem tudta megközelíteni! 
Mivel a gyűjtemény anyaga egyre nőtt, egyre nehezebben tudták elhelyezni a városházán lévő főispáni lakosztályban, ezért szükségessé vált egy új épület keresése. 1913-ban államsegélyből megvásárolta a város dr. Imre József házát (ma ebben az épületben található a Tornyai János Múzeum), ahol a könyvtár és a múzeum közösen került volna elhelyezésre.

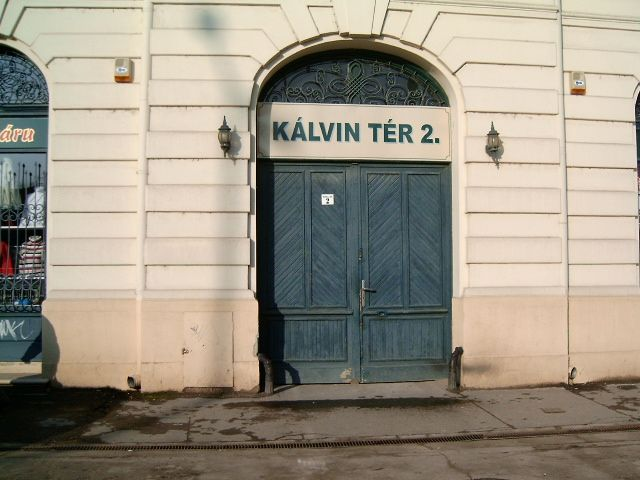
Az államsegélyből megvásárolt épület

### Kísérletek a könyvtár fejlesztésére (1919–1944)
Az I. világháború miatt megtorpant a könyvtár fejlődése, 1914 júliusában be is zárták. Az épület megfelelő átalakítására nem volt idő, pénz, akarat, így csak 1919. április végén hozták ide a könyveket. Ezután még sokáig halomba rakva tárolták és csak 1922-ben kerülhettek az akkor kialakított polcrendszerre. A könyvtár 1924 novemberében ismét kinyitott, tízéves kényszerszünet után. Az állam pénzén vásárolt épületbe akkor a közellátási hivatalt helyezték el, a könyveket a város a zsidó hitközségtől 1930-ban vásárolt Kálvin tér 2. számú ház emeleti részébe szállíttatta, ahová néhány év múlva követte a múzeum is.

### Újrakezdés a háború után (1944–1952)
A hódmezővásárhelyi közkönyvtár egy összevont szervezet, a múzeumot és a Tornyai képtárat is magában foglaló városi kulturális intézmény részeként érte meg 1944. október 8-át, amikor a város számára befejeződött a második világháború. 
1945. március 1-én a háborús szünet után újra megnyílt a könyvtár, heti 4 órában lehetett kölcsönözni. A könyvtár olvasóinak száma 1947-re már megközelítette az első világháború előtti rekordmagasságot, de forgalma azonban még a 30-as éveké mögött is elmaradt. A gyűjtemény mennyiségi gyarapodása 1949-ig nem jelentős, nagyjából a két háború közötti szinten maradt, ebben az időben főleg az állomány minősége változott nagyobb mértékben. 
1949-től 1952-ig ugrásszerű mennyiségi gyarapodás tapasztalható, ez alatt a három év alatt évente átlag 950 kötettel nőtt a könyvtári könyvek száma. 
A városi könyvtár állományának mozgásából is látható, hogy 1948 után felgyorsult a könyvtárügy átalakításának folyamata. 1949-ben alakult meg a Népművelési Minisztérium, létrejött a népkönyvtárak, művelődési otthonok hálózata, stb. Ezzel egy időben azonban a művelődéspolitikában súlyos torzulások is bekövetkeztek.
A gyűjtemény elhelyezése ezekben az években nem változott, 1951-ig a Kálvin tér 2. szám alatt működött, ahová még 1939-ben költöztették az Imre József-féle házból.

## A Csongrád Megyei Könyvtár Hódmezővásárhelyen (1952–1972)
1952. december 21-én a régi városi közkönyvtárra alapozva megnyitották a Csongrád Megyei Könyvtárat.

### Tanulóévek (1953–1958)
1948 után módszeres elszántsággal láttak hozzá Vásárhelyen is a polgári könyvkultúra intézményi-szervezeti rendszerének, objektumainak szétzúzásához. Csak 1950 végén látták be, hogy így sokszor pótolhatatlan értékek vesztek el, ekkor szervezték meg a pusztulásra ítélt könyvek felülvizsgálatát. 
Mindezek pótlását, helyettesítését az egyszerű közművelődési könyvtárak, az un. népkönyvtárak szaporításával, az olvasók számának állandó emelésével kívánták elérni. 
A hódmezővásárhelyi közkönyvtár ilyen körülmények között kezdte meg rövid életét, miután a múzeumtól annak államosítása következtében, 1951 január elsején végre különvált, s az év nyarán, a Kálvin tér 2. szám alól a Sztálin (ma ismét Andrássy) utca 30. szám alá költözött. 
Mivel 1952-ben a megyében már 193 államilag szervezett népkönyvtár működött, ez szükségessé tette a közművelődési könyvtári hálózat átszervezését. Ekkor a megyében Hódmezővásárhely volt a megyeszékhely, ezért a város könyvtárát szemelték ki megyei könyvtári szerepkörre. 
A gyökeresen új szerepre, igazi hivatásának betöltésére a kispolgári kölcsönkönyvtár egyáltalán nem, vagy csak igen kevéssé volt alkalmas, a munka nehezen, lassan indult meg. Kezdetben szinte nem is tettek mást, csak kölcsönöztek. 
Az indulás két legsúlyosabb gondja a megfelelő épület és a szakképzett vezető hiánya volt, de a kezdeti nehézségek után sikerült megfelelő embert találni, és egy újabb költözés a helyiséggondokat is enyhítette: 1954 végén egy még nagyobb családi házat utaltak ki nekik a Sztálin (Andrássy) utca 44. számot, itt működik a mai jogutód Németh László Városi Könyvtár is.
Az új helyen már különválaszthatták térben és időben a gyermekek számára való könyvtári szolgáltatást, igaz, egyelőre csak a kölcsönzést. 
1955-ben már volt olvasói és ifjúsági, szak- és betűrendes katalógus. A szolgálati, olvasótermi és raktári katalógusok (az Országos Széchényi Könyvtár és a Békés Megyei Könyvtár segítségével) ezt követően épültek. 1955 novemberében, a Kálvin tér 1. sz. alatt megindították a helyileg is különvált gyermek- és ifjúsági szolgálatot. Erősítették a városi könyvtári tevékenységet, 1956-ban megkezdték a rendszeres olvasótermi és referensz szolgálatot és a könyvtárközi kölcsönzést, az olvasóteremben már 64 újságot használhattak az olvasók.

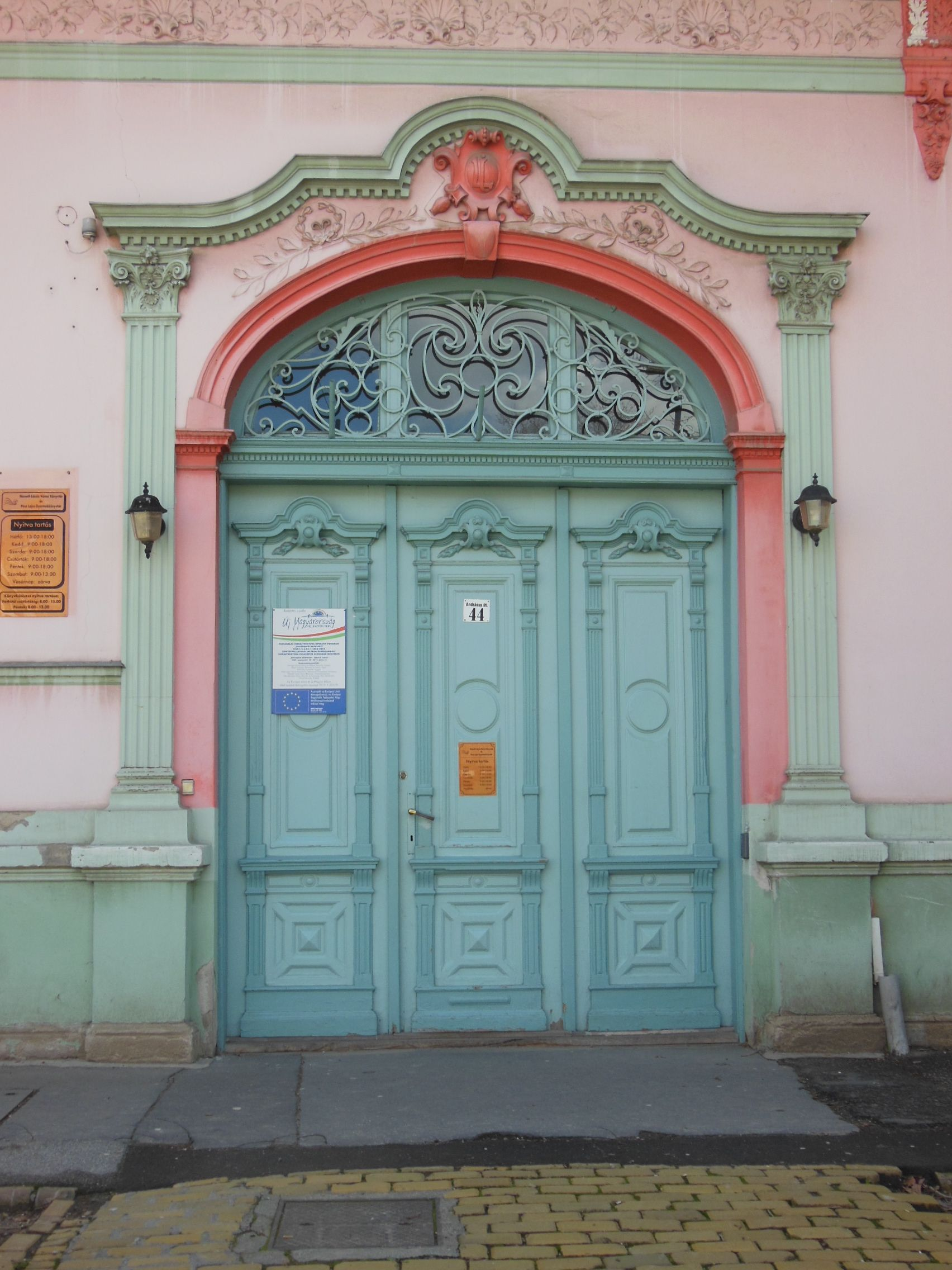
A könyvtár végleges helye

### A mennyiségi fejlődés bűvöletében (1959–1968)
Ebben az időszakban a Csongrád Megyei Könyvtár fejlődésének új szakaszába lépett. 
1958-ban a könyvtár 12 munkatársa kb. hatvanezres állományt gondozott, a központi könyvtárban több mint kétezer olvasót láttak el. 1959. január 1-jén a hatalmas határú városban lépett munkába az ország első művelődési autója, ami sokat javított a legelzártabb külterületi lakosság ellátásán. Az autónak körülbelül annyi olvasója volt az első évben, mint a központi könyvtárnak. 
1960. január 2-án működni kezdett a könyvkötő részleg, mely az állomány védelme szempontjából nagyon fontos kiegészítő tevékenység. Korábban a könyvek javítását javarészt a könyvtárosok végezték.
A helyismereti munka kezdete a megyei könyvtárban szintén erre az időszakra tehető. A gyűjtés alapján a 60-as évek közepétől megindult a feltárás és a szolgáltatás is. A kialakuló megyei helyismereti gyűjtemény legértékesebb része a vásárhelyi anyag volt, mivel az 1880-ban alapított, s 1907-ben megnyitott hódmezővásárhelyi közkönyvtárban már az első kezelőnek, Székely Jánosnak is különös gondja volt a helyi szerzők műveire, a városról szóló könyvekre. 
Csongrád megye székhelyét 1962. január elsejével Hódmezővásárhelyről Szegedre helyezték, de a megye könyvtárát Vásárhelyen hagyták, valószínűleg azért, mert tevékenységének kétharmad részét a város számára, városi könyvtárként végezte.

### Parkoló-pályán (1968–1972)
Ebben az időszakban a könyvtár már nem volt alkalmas a vele szemben támasztott követelményeknek megfelelni. 
Az egyetlen könyvtári munkaterület, amely 1967 óta szinte zavartalan, egyenletes fejlődést mutatott, az a helyismereti kutató, tájékoztató munka, a kutatók kiszolgálása. 1969-ben a könyvtár kiadásában megjelenik a Vásárhely Népe 1944/45-ös repertóriuma és a Tornyai-bibliográfia, majd 1970-ben az 1918/19-es helyi sajtó anyagát feltáró gyűjtemény is kiadásra kerül, továbbá a könyvtár műhelyében elkészül a Bibó Lajos-bibliográfia, A Jövendő, a Magyar Köztársaság, a Vásárhelyi Szó repertóriuma is, és számos más helytörténeti munka, szakdolgozat. 
A Csongrád Megyei Könyvtár ilyen körülmények között, ilyen állapotban érte meg a régen esedékes átszervezést, Szegedre való áthelyezését. A megyei könyvtári feladatokat ellátó rész a Szegedi Járási Könyvtárral olvadt össze Csongrád Megyei Könyvtár néven.

## Németh László Városi Könyvtár és Pósa Lajos Gyermekkönyvtár (1973-tól)

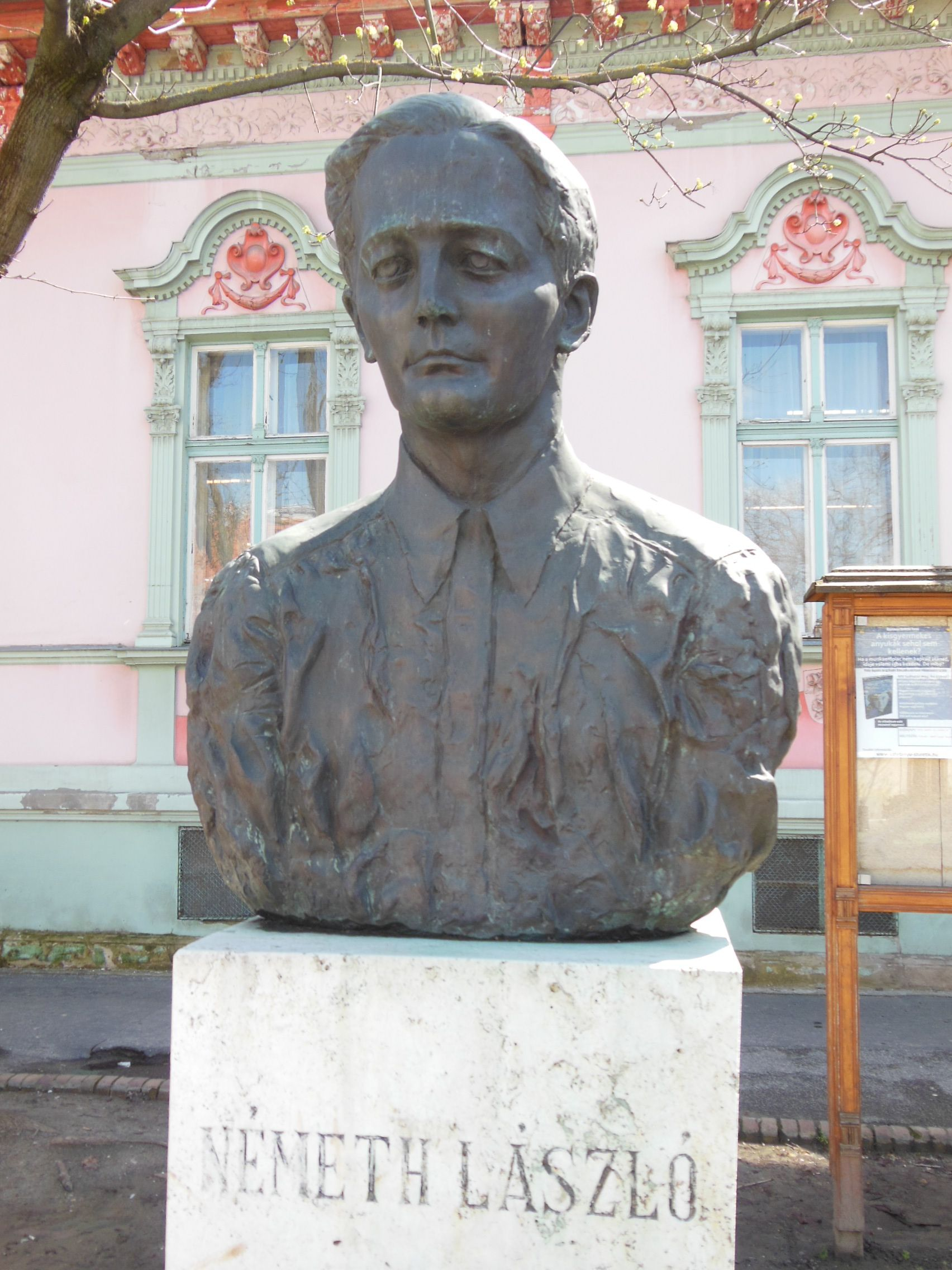
Németh László mellszobra a róla elnevezett könyvtár előtt

### Az újrakezdés
Az intézmény 1973. január 1-jétől ismét városi könyvtár, 1976. június 2-án vette fel Németh László nevét.
A régi gazdaház udvarán 1974-ben új szárny épült, ahol helyet kapott a gyerekkönyvtár, majd 1983-ban az olvasóterem. 1993-ban a szomszéd házat is megkapták, itt új raktárak, zeneszoba és a Németh László-emlékkiállítás kapott helyet. Ebbe az új szárnyba költözött vissza a gyermekkönyvtár. Nagy jelentőségű volt a gyűjtemény számára 1983-ban Takács Ferencné gesztusa, a koncepciós per áldozatává vált szociáldemokrata politikus özvegye férje kiváló könyvtárának maradványát ekkor a gyűjteménynek adományozta. 1973-óta folyamatosan gyarapszik a városi helyismereti gyűjtemény, megalapozódott a zenei gyűjtemény.
2010-ben a gyermekkönyvtár felvette Pósa Lajos, a magyar gyermekirodalom megteremtőjének nevét, innentől a könyvtár hivatalos neve: Németh László Városi Könyvtár és Pósa Lajos gyermekkönyvtár.

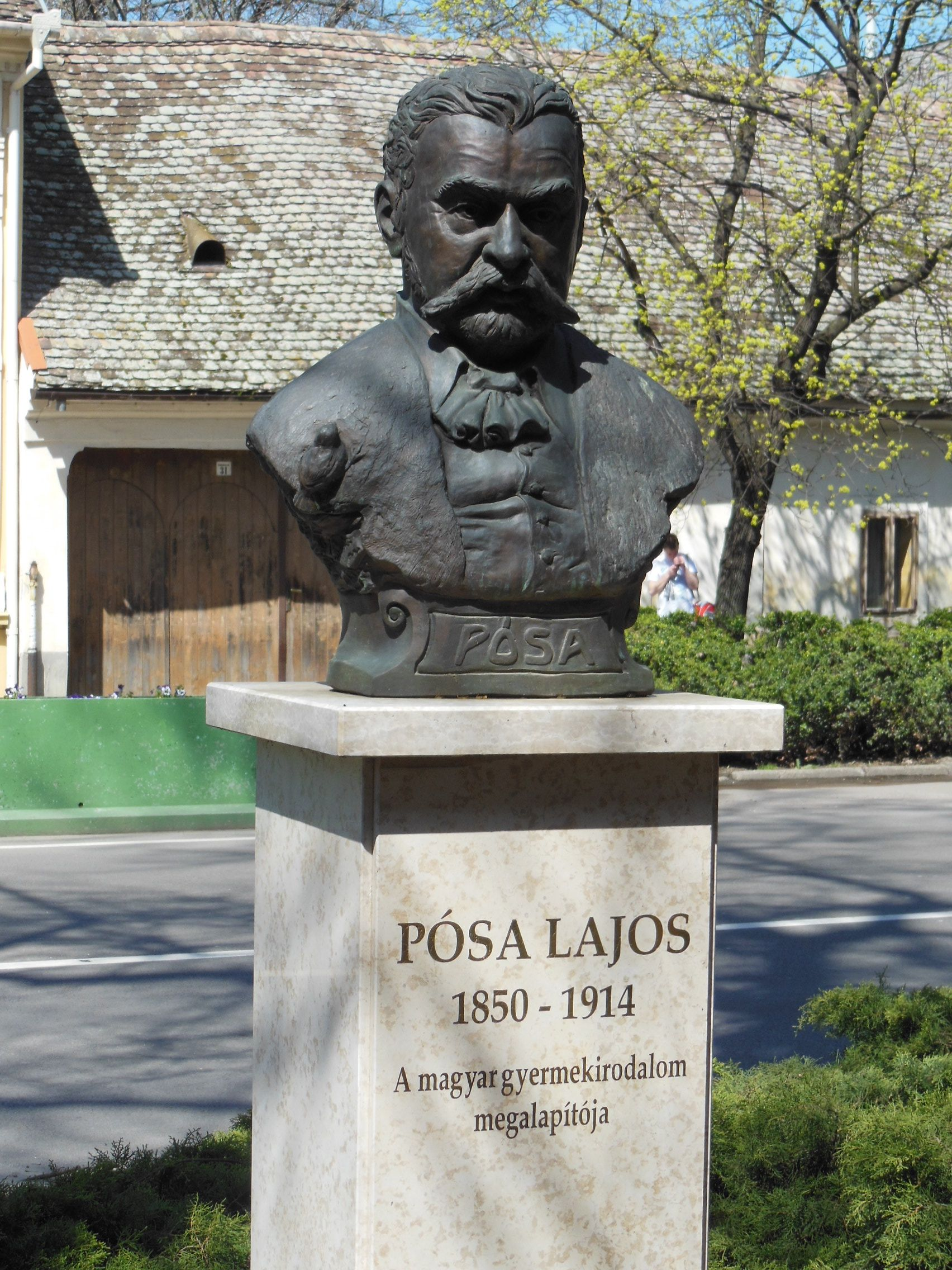
Pósa Lajos mellszobra Hódmezővásárhelyen, a könyvtár előtt

### Az állomány
A hódmezővásárhelyi Németh László Városi Könyvtár a város legnagyobb gyűjteménnyel rendelkező, s egyben egyetlen nyilvános könyvtára, melynek rangját nem annyira a régi könyvek adják, annak ellenére, hogy van néhány értékes, 17-18. századi dokumentum, hanem az a helyismereti állomány, mely gyűjtésében teljességre törekedve koncentráltan tartalmazza a város irodalmát. A gyűjtemény darabjainak nagy része egyedi vagy ritka könyv, újság, kézirat. A helyi vonatkozású dokumentumok gyűjtésén kívül fokozott gondot fordítanak a könyvtár állományának tervszerű és minden igényt kielégítő gyarapítására. A jelenlegi dokumentumállomány megközelíti a 300 000-t. A nyomtatott dokumentumok mellett a hanglemez, CD, videó és CD-ROM állomány is gyarapszik. 230-féle folyóirat, napi- és hetilap áll rendszeresen az olvasók rendelkezésére. A könyvtár névadójának, Németh Lászlónak az emlékszobája az épületben került berendezésre, eredeti bútorokkal, az író személyes tárgyaival együtt. Szépen megrendezett, s igen sok kuriózumot mutat be a Németh László állandó emlékkiállítás, mely igen sok látogatót vonz az ország minden területéről. Kiépítésre került a közhasznú adatbázis, mely különböző információk gyűjtésével, rendszerezésével és szolgáltatásával a mindennapi életben való eligazodáshoz nyújt segítséget. Külön részlegként működik a gyermekkönyvtár, a zeneszoba, valamint az Art-videó téka, amely a művészfilmek gyűjtésére és azok kölcsönzésére szakosodott.